# Le Havre
Le Havre [ləˈɑːvʀ] ist eine Stadt im Nordwesten Frankreichs am Ärmelkanal im Département Seine-Maritime in der Region Normandie.
Die Einwohner nennt man im Französischen Havrais und Havraises. Le Havre, am rechten Ufer der Seinemündung liegend, ist Standort des Hafens Le Havre, des nach Marseille Europort zweitgrößten Hafens des Landes. Le Havre ist die größte Stadt der Normandie.
Die Stadt wurde nach den schweren Zerstörungen im Zweiten Weltkrieg nach Plänen des Architekten Auguste Perret mit einem Team von 60 Architekten von 1945 bis 1954 wieder aufgebaut. Der Stadtkern mit einer charakteristischen farbigen Betonarchitektur ist eines von zwei (neben Brasília) Stadtensembles des 20. Jahrhunderts in der Liste des UNESCO-Welterbes (Juli 2005).

## Geographie
Le Havre liegt am Ärmelkanal, unmittelbar an der Mündung der Seine. Die Seine hat hier eine Breite von über fünf Kilometern. Mit der Stadt Honfleur am linken Südufer des Flusses ist Le Havre durch den Pont de Normandie verbunden. Le Havre liegt an der Südspitze des Pays de Caux.

## Geschichte
Le Havre ist in zweierlei Hinsicht eine relativ junge Stadt: Sie wurde erst im Jahr 1517 auf Anregung des Admirals Bonnivet als Kriegshafen erbaut, um die Seine-Mündung gegen die Engländer besser verteidigen zu können. Die offizielle Gründungsurkunde des Königs Franz I. für das provisorische Franciscopolis stammt vom 8. Oktober 1518. Mit der Planung beauftragt wurde hauptsächlich der italienische Baumeister Girolamo Bellarmato (1494–1555), der später auch das Herrenhaus des Reeders Jehan Ango in Varengeville-sur-Mer entwarf. Nach dem Zweiten Weltkrieg wurde die total zerstörte Stadt nach einer neuen städtebaulichen Konzeption wieder errichtet. Die frühere Le Hable de Grâce (schon 1489 erwähnt) wurde später einfach Le Havre („der Hafen“) genannt. Im Mittelalter bestanden hier nur kleine Fischer- und Bauerndörfer, während der Haupthafen der Region in Harfleur lag. Der neue Hafen Le Havre sollte dem wachsenden Überseehandel gerecht werden und durch seine Befestigung auch der militärischen Sicherung der Seinemündung dienen.
Die Bedingungen in der von Sümpfen umgebenen Siedlung waren allerdings alles andere als optimal, zumal die junge Stadt 1525 Opfer einer schweren Sturmflut wurde, die rund hundert der damals 600 Bewohner das Leben kostete. Dennoch blühte die Stadt bald auf, wozu nicht zuletzt die 1524 erbaute Werft beitrug. Auch als Heimathafen einer Fischereiflotte gewann die Stadt an Bedeutung, zudem war sie Ausgangspunkt mehrerer Forschungs- und Entdeckungsreisen. Mit dem Bau der heutigen Kathedrale Notre Dame wurde 1536 begonnen, ab 1541 erhielt die Stadt nach den Plänen des Italieners Girolamo Bellarmato mit Rechteckgrundriss und modernen Bastionen das Gesicht einer frühneuzeitlichen Planstadt. Die Hugenotten fanden in der Stadt nach 1560 viele Anhänger, was eine katholische Übermacht mit kriegerischer Gewalt rückgängig machen wollte; allerdings erhielten die Protestanten Le Havres auch Unterstützung durch England, das 6000 Mann unter dem Kommando des Grafen von Warwick schickte, der hier das Fort Warwick erbauen ließ, ohne sich allerdings lange halten zu können.

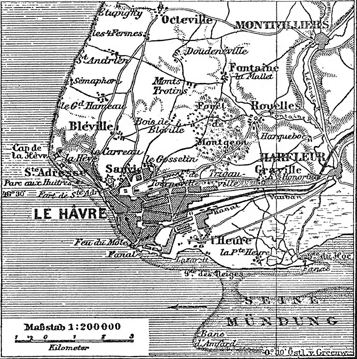
Historische Karte (um 1888)

Nach der Vertreibung der Engländer ließ König Karl IX. das Fort schleifen. Kardinal Richelieu ließ dann im 17. Jahrhundert vier neue Bastionen anlegen, außerdem erhielt Le Havre ein Arsenal. 1650 wurden in der neuen Zitadelle der Stadt führende Vertreter der Fronde inhaftiert. Bald richtete die Französische Westindienkompanie (gegründet 1664) ihren Sitz in Le Havre ein, das nicht zuletzt vom Sklavenhandel profitierte. Auch der Beschuss durch die englische Marine 1694 konnte diesen Aufschwung kaum stören, auch wenn dabei 300 Häuser zerstört wurden. Der Besuch der Madame de Pompadour kostete die Stadt dann 1749 noch einmal enorme Summen. 1759 kam es während des Siebenjährigen Krieges erneut zu einem Angriff der Engländer. Dennoch wuchs die Stadt, in der sich bald auch eine Tabakmanufaktur befand. Die Unabhängigkeit der Vereinigten Staaten ab 1776 förderte den Handel zusätzlich, sodass Le Havre hinter Nantes zum zweitgrößten Hafen Frankreichs aufstieg. Ludwig XVI. genehmigte daher 1786 einen Ausbau der Stadt, der deren Fläche vervierfachte, die Einwohnerzahl betrug 1789 etwa 20.000, in dieser Zeit wurde auch das Theater der Stadt erbaut.
Die Kontinentalsperre (verkündet November 1806, bis etwa 1813) brachte dann allerdings eine Krise mit sich, die erst durch die Restauration 1815 ein Ende fand. Die hygienischen Verhältnisse hielten mit dem wieder einsetzenden Wachstum nicht Schritt, zumal die beginnende Industrialisierung die Entstehung größerer Armenviertel begünstigte, in denen Cholera- und Typhusepidemien an der Tagesordnung waren. Das reiche Bürgertum konnte sich dagegen den Bau repräsentativer Stadtpalais leisten. In der ersten Hälfte des 19. Jahrhunderts wurde Le Havre auch Sitz einer Börse.
Die Einrichtung einer Gasversorgung (1836) und einer Kanalisation (1844) verbesserte die Lage auch für weite Teile der Bevölkerung. 1841 war Le Havre bereits Heimathafen von 32 Dampfschiffen, 1847 erhielt die Stadt einen Eisenbahnanschluss. Anfang des 20. Jahrhunderts war Le Havre Europas größter Kaffee-Importhafen, auch Baumwolle wurde in immer größeren Mengen aus der Neuen Welt angeliefert, während zugleich eine vermehrte Auswanderung in die USA zu beobachten war.
Trotz der Industrialisierung wurde Le Havre zunehmend auch als Kur- und Erholungsort genutzt, wozu vor allem die großzügige Anlage von Boulevards während der Belle Époque beitrug. Zugleich nahm die politische Agitation der Arbeiterschaft zu, die sich in Streiks und im Aufstieg der sozialistischen Parteien zeigte.
Im Ersten Weltkrieg starben 6000 Einwohner der Stadt. Le Havre war weit genug von der Front entfernt und erlitt deshalb keine Zerstörungen. Es war kriegswichtig vor allem als Nachschubhafen für die verbündeten britischen Truppen an der Westfront, wobei U-Boote der deutschen Kaiserlichen Marine mehrere Schiffe vor der Küste versenkten. 1922 kam es zu massiven Streiks und die wirtschaftliche Situation verschlechterte sich weiter durch die Weltwirtschaftskrise nach 1929; ein weiterer großer Streik folgte 1936 (11. Mai: Streik beim Flugzeughersteller Ateliers d’Aviation Louis Breguet). Der Bau von Erdölraffinerien änderte an der Misere wenig.

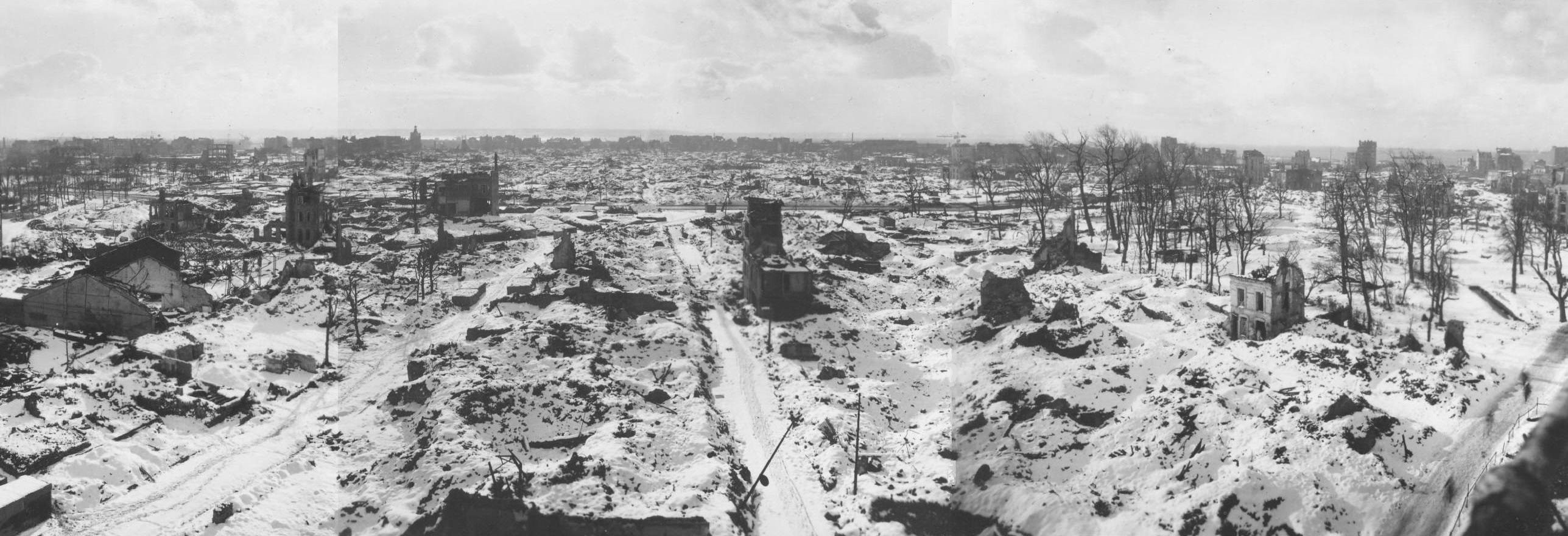
Le Havre im Winter 1944/45

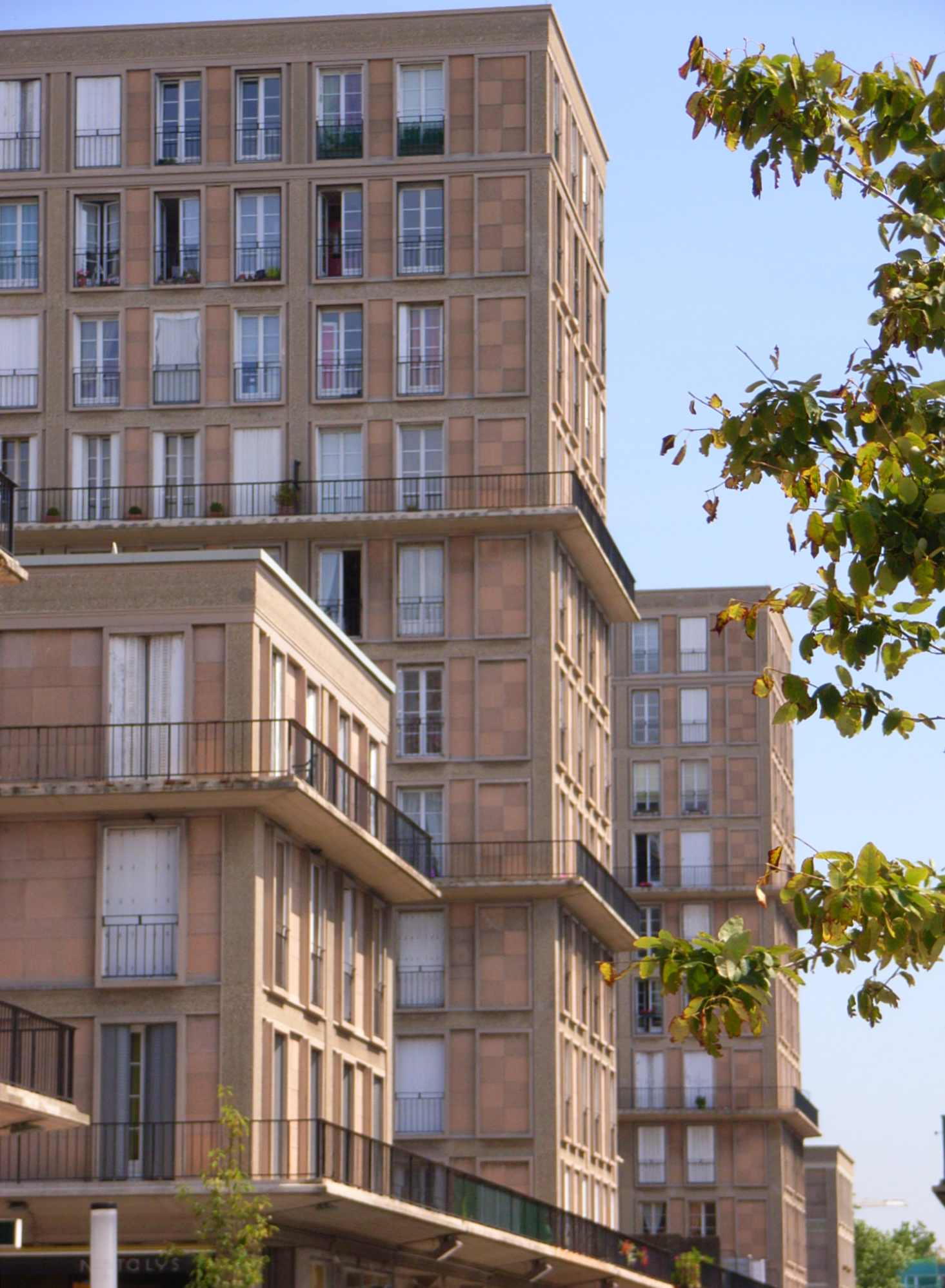
Nachkriegsarchitektur im Stadtzentrum

Im Zweiten Weltkrieg zogen 1940 nach der Niederlage Frankreichs deutsche Truppen in Le Havre ein. Es entstand eine deutsche Garnison und der Hafen wurde im Rahmen des Atlantikwalls zu einer Festung ausgebaut.
Insbesondere die jüdische Bevölkerung, darunter der Bürgermeister, war unter der Naziherrschaft Repressionen, Terror und Verfolgung ausgesetzt. Die Résistance wurde verstärkt nach der Landung der Alliierten am 6. Juni 1944 in der Normandie. Nach dem Kollaps des Kessels von Falaise im August 1944 zogen sich die deutschen Truppen sukzessive (teils überstürzt) in Richtung Belgien und deutsche Reichsgrenze zurück. Es waren jedoch einige Widerstandsnester zurückgeblieben, darunter Le Havre, Dieppe, Boulogne und Calais. Der schnelle westalliierte Vorstoß verursachte logistische Probleme (siehe Red Ball Express), so dass der Hafen von Le Havre strategische Bedeutung als Nachschubhafen bekam. Der deutsche Stadt- und Garnisonskommandant von Le Havre, Oberst Eberhard Wildermuth, erhielt den Befehl, Le Havre unter allen Umständen zu halten. Der Anweisung des Stadtkommandanten vom 19. August 1944 zur Evakuierung der Stadt folgte nur ein Teil der Bewohner, da Plünderungen, wie bei der Evakuierung im Jahr 1940, befürchtet wurden.
Der alliierte Luftangriff begann am 5. September 1944. Weitere Bombardierungen folgten am 6., 8., 9. und 11. September. Nach schweren tagelangen Angriffen der Royal Air Force, zum Teil unterstützt von Schiffsartillerie, wurde Le Havre am 11. September 1944 eingenommen. Die Stadt erlitt insgesamt 132 Bombenangriffe, wobei die massivsten vom RAF Bomber Command am 5. und 6. September 1944 geflogen wurden. Sie töteten rund 2000 Menschen, zerstörten 12.500 Gebäude und machten 31.000 Einwohner obdachlos. Die Bausubstanz der Stadt wurde zu 82 % zerstört. Die Bombardements hatten nicht primär der damals etwa 12.000 Mann starken deutschen Garnison an der Küste gegolten, sondern es erfolgte ein Flächenbombardement der gesamten Stadt.
Am 13. Mai 1945 gewann der Parti communiste français den zweiten Wahlgang für die Stadtregierung. Nach dem Krieg wurde Le Havre nach Plänen des Architektenbüros Auguste Perret in der Sprache moderner Betonarchitektur wiederaufgebaut. Das Rathaus Le Havre und die Kirche St. Joseph wurden nach seinen Plänen gebaut. Von 1972 bis 1978 wurde nach Plänen von Oscar Niemeyer ein Kulturzentrum errichtet, das Maison de la Culture du Havre, das wegen seiner Form eines abgeschnittenen Vulkankegels auch le volcan genannt wird.
Seit 1974 ist die Stadt Sitz des römisch-katholischen Bistums Le Havre, dessen Gebiet bis dahin Teil des Erzbistums Rouen gewesen war. Hauptkirche des Bistums ist die vormalige Pfarrkirche und jetzige Kathedrale Notre-Dame. Durch den Wandel der Industrie sowie die beiden Ölkrisen von 1973/74 und 1979/80 hat die Stadt einige wirtschaftliche Schwierigkeiten mitgemacht, so dass die Bevölkerung seit 1975 um 12 Prozent zurückgegangen ist.

## Bürgermeister
Die Stadtverwaltung von Le Havre war von 1965 bis 1995 kommunistisch geführt, was der Stadt den Spitznamen „Stalingrad-sur-Mer“ einbrachte. Von 2012 bis 2017 war Édouard Philippe, damals noch LR, Bürgermeister, bis er als Premierminister ins Kabinett Macron berufen wurde. Seit 2020 übt er das Amt wieder aus (nun Horizons).

### Liste der Bürgermeister der Stadt
- 1959–1965: Robert Monguillon (SFIO)
- 1965–1971: René Cance (PCF)
- 1971–1994: André Duroméa (PCF)
- 1994–1995: Daniel Colliard (PCF)
- 1995–2010: Antoine Rufenacht (RPR, dann UMP)
- 2010–2017: Édouard Philippe (LR)
- 2017–2019: Luc Lemmonier (LR)
- 2019–2020: Jean-Baptiste Gastinne (LR)
- seit 2020: Édouard Philippe (DVD, dann Horizons)

## Bevölkerungsentwicklung
| Jahr                       | 1962    | 1968    | 1975    | 1982    | 1990    | 1999    | 2011    | 2019    |
| Einwohner                  | 185.029 | 205.236 | 217.882 | 199.388 | 185.854 | 190.905 | 174.156 | 168.290 |
| Quellen: Cassini und INSEE |         |         |         |         |         |         |         |         |

## Sehenswürdigkeiten

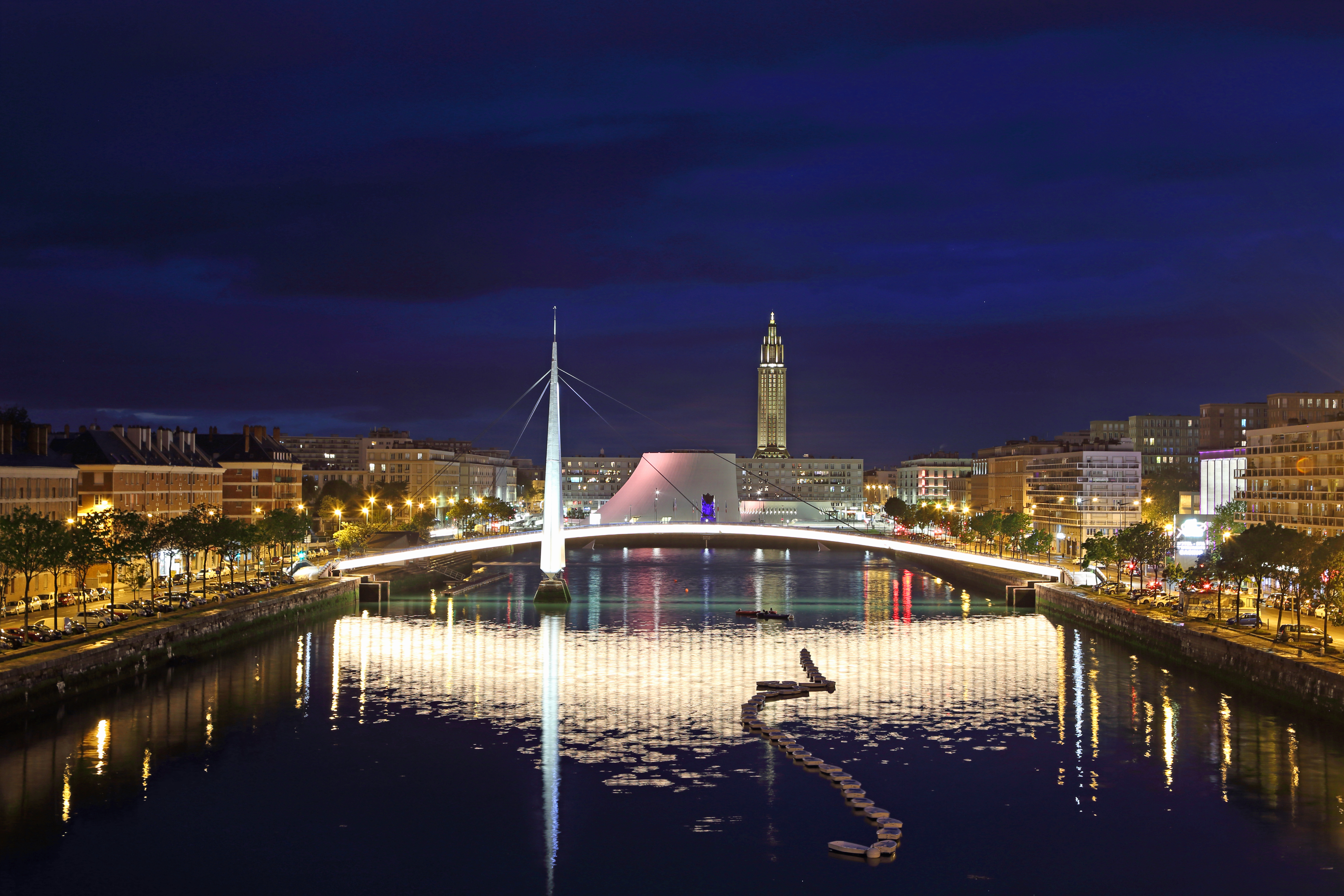
Le Havre Bassin du Commerce mit Le Volcan und Turm St. Josef

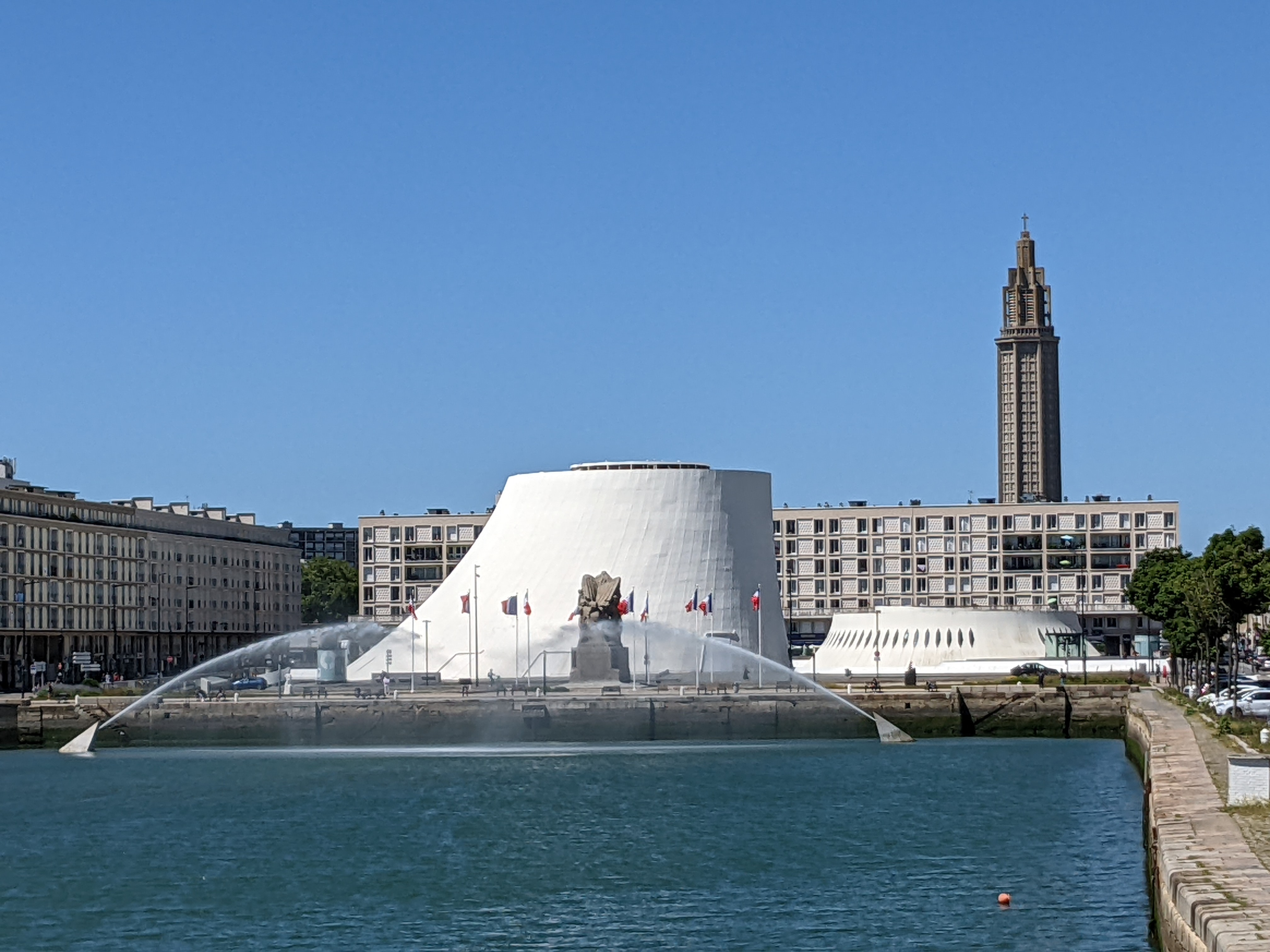
Le volcan und Saint Joseph vom bassin du commerce aufgenommen

- Stadtkern: Der Kern von Le Havre wurde nach Plänen des Architekten Auguste Perret von 1945 bis 1954 wieder aufgebaut. Mit einem Team von 60 Architekten entwarf er lange Straßenachsen und breite Boulevards, gesäumt von Häusern in getöntem Beton, mit Kolonnaden und klarer, einfacher Ornamentik.

Er wurde im Juli 2005 in das UNESCO-Welterbe aufgenommen – als bislang einziges Stadtensemble des 20. Jahrhunderts in Europa. Weltweit gibt es mit Brasília bisher nur ein zweites Beispiel herausragender Stadtarchitektur dieser Zeit.
- Kirche St. Josef: Die das Stadtbild beherrschende Kirche wurde nach Perrets Plänen zwischen 1951 und 1956 aus Beton errichtet, und im Folgejahr eingeweiht. Die Kirche gilt als Meisterwerk des Architekten. Den Kirchenraum bildet ein durch tausende Glasbausteine farbig ausgeleuchteter 107 m hoher Betonturm. Der Kirchturm in der Formensprache der Beinhäuser des Ersten Weltkriegs erinnert an die Zerstörung, nimmt aber auch die Form eines Leuchtturm auf.
- Rathaus Le Havre: Das Rathaus wurde ebenfalls von Perret entworfen. Es wird von einem 72 Meter hohen Turm überragt und steht an der Nordseite des größten Rathausplatzes in Europa.
- Kulturzentrum Le Volcan: am Bassin du Commerce, entworfen von Oscar Niemeyer, 1982 fertiggestellt.
- Musée d’art moderne André Malraux: 1961 am Meeresufer errichtet, zeigt es bildende Kunst des 16. bis 21. Jahrhunderts, mit dem Schwerpunkt auf Werken von Eugène Boudin und weiteren Meistern des Impressionismus.
- Ehemaliger Justizpalast: ein Renaissancebau, heute als naturkundliches Museum genutzt.
- Kathedrale Notre-Dame: 16. Jahrhundert. Sie ist neben dem Justizpalast das einzige aus der Vorkriegszeit erhaltene Gebäude im Zentrum.
- Pont de Normandie: Die „Brücke der Normandie“ wurde 1988 bis 1994 nach den Plänen von Michel Virlogeux nahe Le Havre erbaut. Sie ist mit einer Spannweite von 856 Meter die größte Schrägseilbrücke Europas. Die Brücke führt über die Mündung der Seine und verbindet Le Havre (Département Seine-Maritime) mit Honfleur (Département Calvados).
- Les Docks Vauban: 1846 zum Zweck der Lagerung von Schiffsfrachten (u. a. Kaffee, Baumwolle oder Gewürze) erbaut, ist das Gebäude heute ein Einkaufszentrum, das auf die Hafenvergangenheit anspielt und das architektonische Erbe Le Havres hochhält.
- Les Jardins Suspendus: ein im Jahr 2005 eröffneter Botanischer Garten in der ehemaligen Zitadelle Sainte-Adresse.
- Catène de Container: eine 2017 im Hafen der Stadt aufgestellte große Skulptur aus Schiffscontainern.

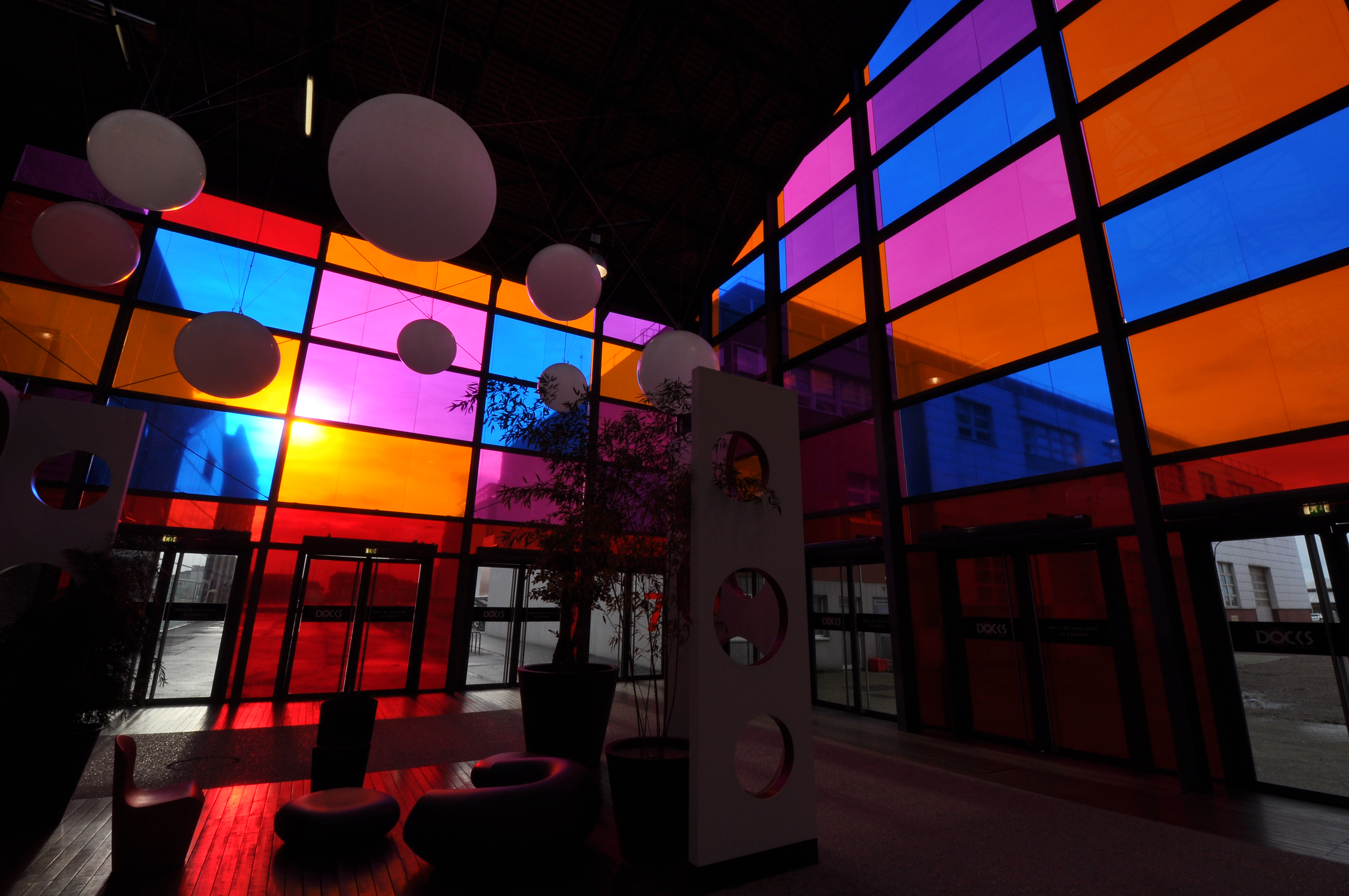
Les Docks Vauban von innen

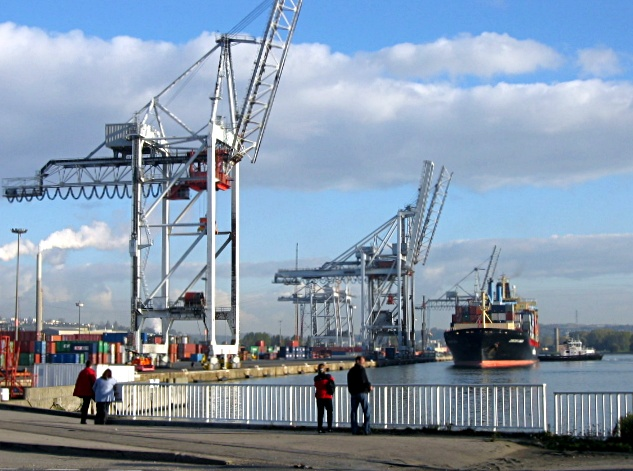
Das Containerterminal im Hafen von Le Havre

## Wirtschaft
Le Havre ist ein Zentrum der Petrochemie mit zahlreichen Raffinerien und hängt stark von seinem Seehafen ab, der einer der größten Frankreichs ist. In der Stadt hat die Reederei Delmas ihren Hauptsitz. Darüber hinaus hat der Schiffbau Bedeutung sowie die Nahrungsmittelindustrie. Vor den Toren der Stadt befindet sich in Sandouville eines der größten Werke des Automobilherstellers Renault sowie entsprechende Zulieferindustrie. Hier wurden die Modelle Laguna, Vel Satis und Espace hergestellt (Stand 2006).
Im Sommer 2008 wurde im aufgegebenen Hafenbereich der Docks Vauban „Les Bains des Docks“, ein von Jean Nouvel entworfenes Erlebnisbad, eröffnet. Gleich daneben entsteht ein Einkaufszentrum und unweit davon ein neues Wohnviertel, das „Quartier Saint-Nicolas de l'Eure“.

## Sport
In Le Havre existiert der Sportverein Le Havre Athletic Club mit verschiedenen Sparten.

## Verkehr

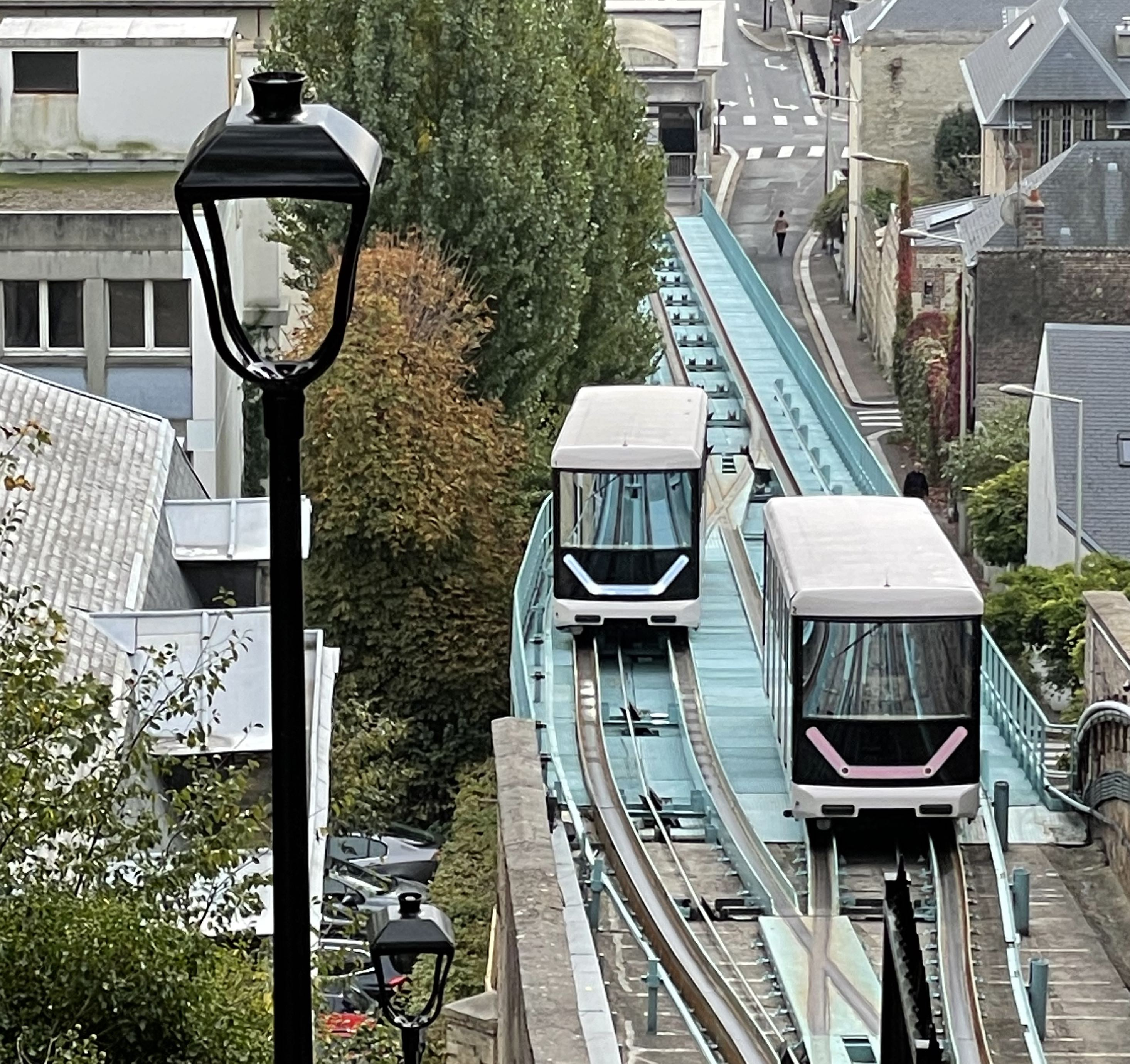
Standseilbahn Le Havre 2021

- Straße: Le Havre ist durch den Pont de Normandie, einer 2141,25 m langen Schrägseilbrücke mit Honfleur, der Stadt am linken Südufer der Seine, verbunden.
- Eisenbahn: Der Kopfbahnhof Le Havre ist nordwestlicher Ausgangspunkt der Bahnstrecke Paris–Le Havre sowie der Nahverkehrsstrecke nach Rolleville, auf welcher die S-Bahn-ähnliche Linie Lézard’Express Régionale (LER) verkehrt.
- Örtlicher Nahverkehr: Zuständig für den öffentlichen Personennahverkehr in der Agglomeration Le Havre ist das Verkehrsunternehmen CTPO, eine Tochtergesellschaft der Transdev Group. Im Dezember 2012 nahm sie die Straßenbahn Le Havre mit zwei Linien in Betrieb (bereits von 1874 bis 1951 hatte es eine Straßenbahn gegeben). Die CTPO betreibt auch die Standseilbahn Le Havre.
- Hafen: Der Hafen von Le Havre ist nach Marseille der zweitgrößte Hafen Frankreichs und fünftgrößte Europas (Stand 2009). In Frankreich ist es der Hafen mit dem größten Umschlag von Containern (2019: 2,9 Mio. TEU, 2018 und 2017: 2,88 Mio. TEU, 2016: 2,52 Mio. TEU).[11] Zum Hafen in Le Havre gehört auch ein Yachthafen mit 1050 Liegeplätzen.
- Flughafen: Der Flughafen Le Havre liegt 5 Kilometer nordwestlich des Stadtzentrums, hat derzeit (Februar 2023) aber keinen Linienverkehr. Nächste Flughäfen mit Linienverkehr sind die Pariser Flughäfen, von denen man per Zug in etwas mehr als drei Stunden Le Havre erreicht.

## Bildung
- École de management de Normandie

## Persönlichkeiten

### Söhne und Töchter der Stadt

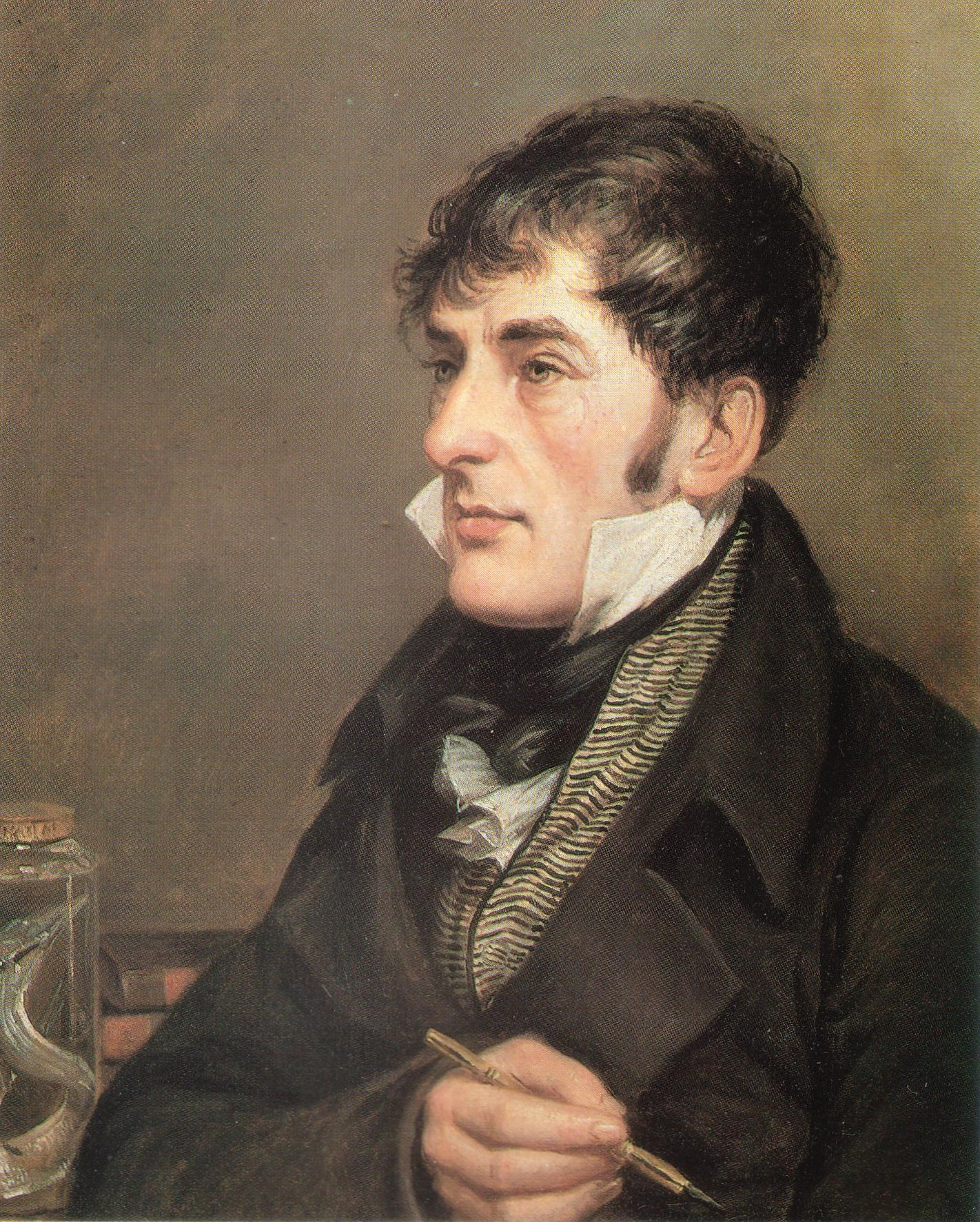
Charles Alexandre Lesueur, gemalt von Charles Willson Peale, 1818

- Georges de Scudéry (1601–1667), Schriftsteller
- Madeleine de Scudéry (1607–1701), Schriftstellerin
- Jacques-Henri Bernardin de Saint-Pierre (1737–1814), Schriftsteller
- Charles-Alexandre Lesueur (1778–1846), Naturforscher, Entdecker und Maler
- Frédérick Lemaître (1800–1876), Schauspieler
- Gustave Chouquet (1819–1886), Musikwissenschaftler
- Louise Thérèse de Montaignac (1820–1885), Selige und Gründerin
- Léon Prévost (1831–1877), Komponist
- Margaret Forrest (1844–1929), australische Illustratorin
- Émile Topsent (1862–1951), Zoologe
- Marcel Caplet (1867–1944), Hersteller von Automobilen
- Léon Meyer (1868–1948), Politiker, Minister und Bürgermeister
- Louis Bachelier (1870–1946), Mathematiker, Begründer der Finanzmathematik
- Lorne Currie (1871–1926), britischer Regattasegler
- André Siegfried (1875–1959), Soziologe, Geograph, Wirtschaftsexperte und Schriftsteller
- Eugène Cavaignac (1876–1969), Historiker
- Raoul Dufy (1877–1953), Maler
- André Caplet (1878–1925), Komponist
- Maurice Bokanowski (1879–1928), Politiker der Dritten Republik
- Othon Friesz (1879–1949), Maler
- Richard Mohr (1879–1918), Fechter, Olympiasieger
- René Coty (1882–1962), Politiker und Staatsmann, 17. Präsident der Französischen Republik
- Achille Urbain (1884–1957), Ethologe, Immunologe, Mikrobiologe, Tierarzt, Museumsdirektor und Zoodirektor
- Emile-Arsène Blanchet (1886–1967), römisch-katholischer Geistlicher und Bischof von Saint-Dié
- Hans Hellmut von Lindenfels (1888–1967), deutscher Politiker und Landrat
- Arthur Honegger (1892–1955), Komponist und Dirigent
- Eduard Schmitz (1897–1956), Kaufmann und Kulturförderer
- Germaine Cernay (1900–1943), Mezzosopranistin
- Guy Mazeline (1900–1996), Schriftsteller
- Jean Dubuffet (1901–1985), Maler, Bildhauer und Philosoph
- Raymond Queneau (1903–1976), Schriftsteller
- Jean Mallon (1904–1982), Paläograph
- Émile Marcelin (1906–1954), Komponist
- Renée Simonot (1911–2021), Schauspielerin und Synchronsprecherin
- Jacques-Laurent Bost (1916–1990), Journalist, Schriftsteller und Übersetzer
- Bernard Heuvelmans (1916–2001), belgisch-französischer Zoologe, Begründer der Kryptozoologie
- Paul Frère (1917–2008), Rennfahrer, Journalist und Buchautor
- André Duroméa (1917–2011), Politiker und Résistancekämpfer
- Roger Godement (1921–2016), Mathematiker
- Jacques Albrespic (1922–1987), Komponist und Organist
- Jean Roth (1924–2019), Schweizer Radrennfahrer
- Anne-Marie Colchen (1925–2017), Leichtathletin und Basketballspielerin
- Jean-Claude Bouillaud (1927–2008), Schauspieler
- Max Pinchard (1928–2009), Komponist und Musikwissenschaftler
- Jean Bouise (1929–1989), Schauspieler
- André Lerond (1930–2018), Fußballspieler
- Dominique Paturel (1931–2022), Schauspieler
- Patrick Demarchelier (1943–2022), Fotograf
- Éric Barret (1959–2025), Jazzmusiker
- Guillaume Le Touze (* 1968), Schriftsteller
- Christophe Pinel (* 1970), Filmeditor
- Jérôme Le Banner (* 1972), Kampfsportler
- Wilfried Nancy (* 1977), Fußballtrainer
- Gaël Angoula (* 1982), Fußballspieler und Fußballschiedsrichter
- Samuel Contesti (* 1983), Eiskunstläufer
- Julien Faubert (* 1983), Fußballspieler
- Charlie Dalin (* 1984), Hochseesegler
- Dimitri Dragin (* 1984), Judoka
- Oscar Maslard (* 1985), Künstler
- Maximilien Chastanet (* 1996), Florettfechter

### Personen mit Bezug zur Stadt
- Claude Monet (1840–1926), Maler; lebte ab dem fünften Lebensjahr in Le Havre
- Armand Salacrou (1899–1989), Dramatiker
- Jean-Paul Sartre (1905–1980), Schriftsteller; fasste Der Ekel in Le Havre ab (erschienen 1938)
- Christine Lagarde, (* 1956), Politikerin und EZB-Präsidentin, verbrachte ihre Jugend und Teile ihrer Ausbildung in Le Havre
- Édouard Philippe (* 1970), seit 2010 Bürgermeister von Le Havre und von 2017 bis 2020 Premierminister Frankreichs

## Städtepartnerschaften
Die Stadt unterhält offizielle Partnerschaften mit:
- Dalian, China[12]
- Magdeburg, Deutschland[13]
- Pointe-Noire, Republik Kongo[14]
- Sankt Petersburg, Russland[15]
- Southampton, Vereinigtes Königreich[16]
- Tampa, USA[17]

Mit Osaka in Japan besteht eine Hafenpartnerschaft.